# 多賀大社
多賀大社（たがたいしゃ）是位在日本滋賀縣犬上郡多賀町的神社。為式內社、舊社格為官幣大社（現神社本廳的別表神社）。在神佛習合的中世期稱作「多賀大明神」，受到崇敬。

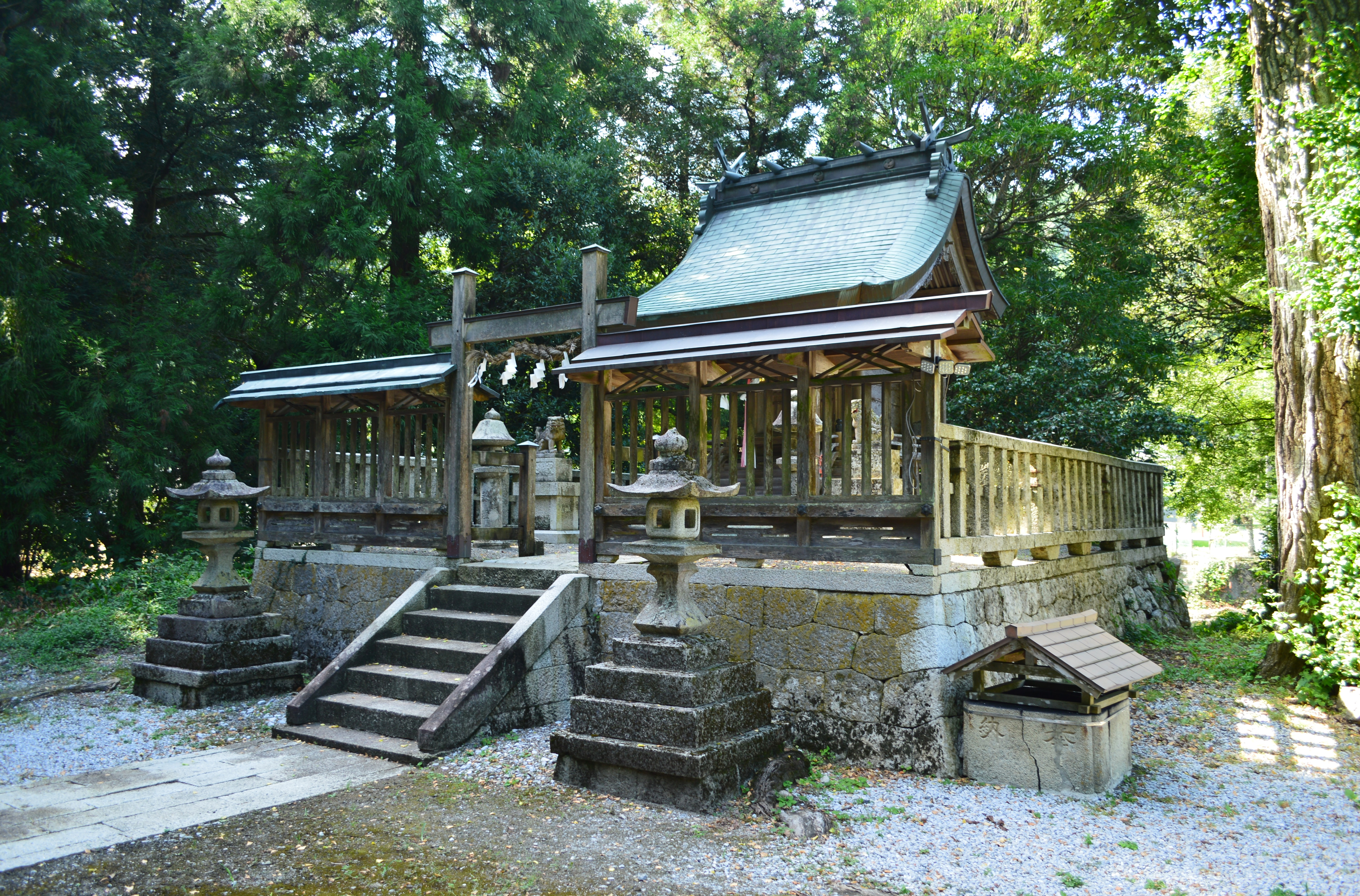
奧宮調宮神社 本殿

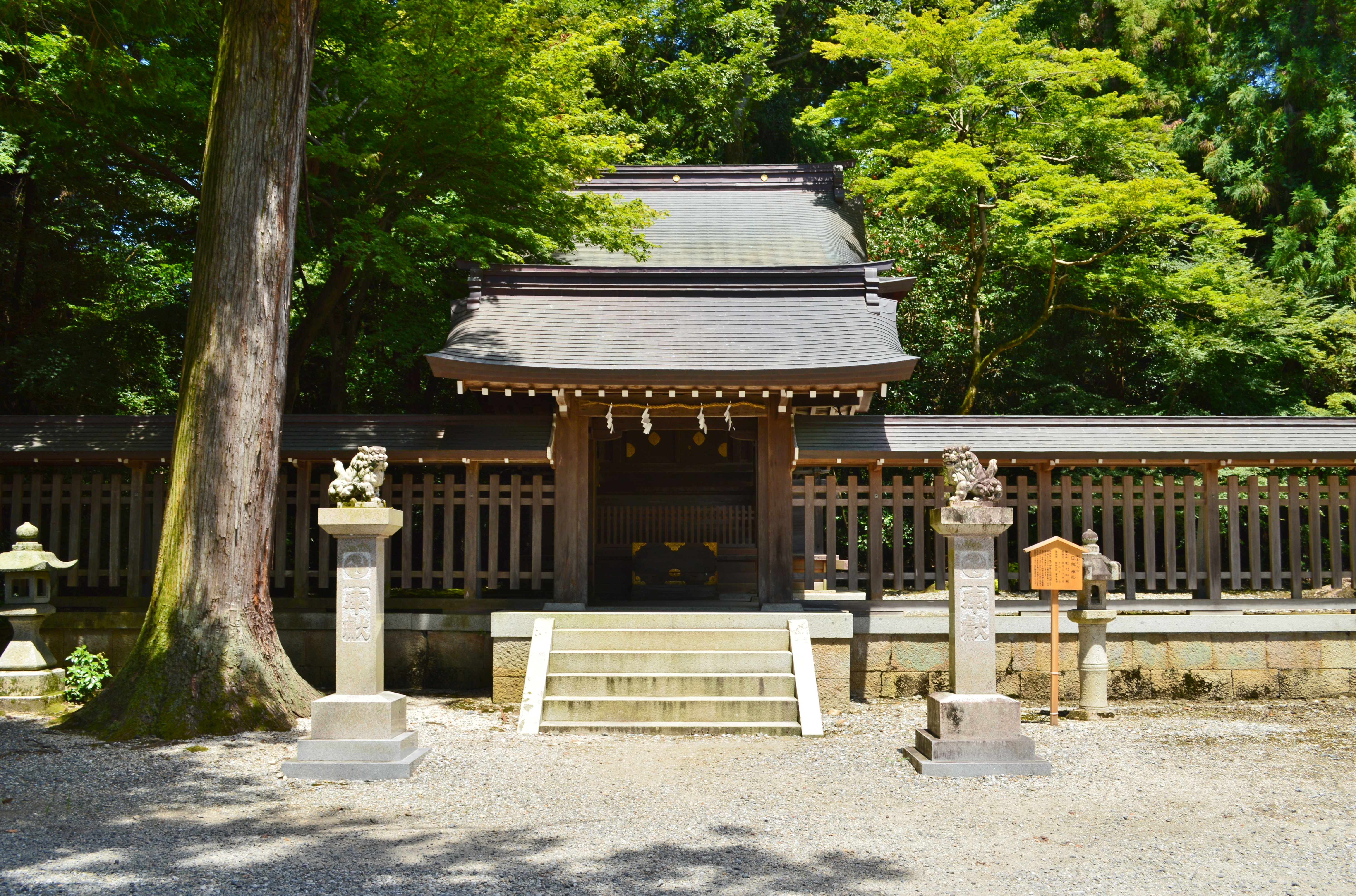
大社内的日向神社

## 關連項目
- 官幣大社
- 伊弉諾神宮
- 多賀氏

## 外部連結
- 多賀大社 （页面存档备份，存于）